# Bataille de l'Artois (automne 1915)
Pour les articles homonymes, voir Bataille de l'Artois.
 (mai 2022).
Si vous disposez d'ouvrages ou d'articles de référence ou si vous connaissez des sites web de qualité traitant du thème abordé ici, merci de compléter l'article en donnant les références utiles à sa vérifiabilité et en les liant à la section « Notes et références ».
Première Guerre mondiale
Batailles
Front d'Europe de l’Ouest
- Liège (8-1914)
- Namur (8-1914)
- Frontières (8-1914)
- Anvers (9-1914)
- Grande Retraite (9-1914)
- Marne (9-1914)
- Course à la mer (9-1914)
- Yser (10-1914)
- Messines (10-1914)
- Ypres (10-1914)
- Givenchy (12-1914)
- 1re Champagne (12-1914)
- Hartmannswillerkopf (1-1915)
- Neuve-Chapelle (3-1915)
- 2e Ypres (4-1915)
- Colline 60 (4-1915)
- Artois (5-1915)
- Festubert (5-1915)
- Quennevières (6-1915)
- Linge (7-1915)
- 2e Artois (9-1915)
- 2e Champagne (9-1915)
- Loos (9-1915)
- Verdun (2-1916)
- Redoute Hohenzollern (3-1916)
- Hulluch (4-1916)
- 1re Somme (7-1916)
- Fromelles (7-1916)
- Arras (4-1917)
- Vimy (4-1917)
- Chemin des Dames (4-1917)
- 3e Champagne (4-1917)
- 2e Messines (6-1917)
- Passchendaele (7-1917)
- Cote 70 (8-1917)
- 2e Verdun (8-1917)
- Malmaison (10-1917)
- Cambrai (11-1917)
- Bombardements de Paris (1-1918)
- Offensive du Printemps (3-1918)
- Lys (4-1918)
- Aisne (5-1918)
- Bois Belleau (6-1918)
- 2e Marne (7-1918)
- 4e Champagne (7-1918)
- Château-Thierry (7-1918)
- Le Hamel (7-1918)
- Amiens (8-1918)
- Cent-Jours (8-1918)
- 2e Somme (9-1918)
- Bataille de la ligne Hindenburg
- Meuse-Argonne (10-1918)
- Cambrai (10-1918)

Front italien
Front d'Europe de l’Est
Front des Balkans
Front du Moyen-Orient
Front africain
Bataille de l'Atlantique
La bataille de l'Artois de l'automne 1915 (Troisième bataille d'Artois), est une bataille qui eut lieu du 15 septembre au 4 novembre 1915, sur le Front Ouest, pendant la Première Guerre mondiale. Elle fit suite à la Première bataille de l'Artois qui avait eu lieu en mai et juin 1915. Elle opposa la 10e armée française et la 1re armée britannique à la VIe armée allemande. La bataille de l'Artois s'inscrit dans le cadre de l'offensive française menée pendant la seconde bataille de Champagne.

## Contexte
En juillet 1915, d'une part, les Allemands prélèvent des unités à l'Ouest pour poursuivre l'offensive de Gorlice-Tarnów sur le front de l'Est ; d'autre part, l'arrivée d'une 3e armée anglaise permet le retrait de la 2e armée française et sa mise au repos. Joffre peut donc envisager une grande opération :
- une attaque en Artois par la 1re armée anglaise et la 10e armée française ;
- une attaque principale en Champagne par les 4e et 2e armées.

Le haut commandement espère la rupture du front suivie d'une offensive générale.

## Préparation de la bataille
L'offensive d'Artois  nécessite le déplacement de onze divisions et de trois corps d'armée. Tous les soldats sont déplacés par voie ferrée, ce qui nécessite la mise en marche de 592 trains. Les troupes sont prélevées dans les régions de Villers-Cotterêts, Jonchery, Charmes, Épernay et Verdun. Elles débarquent autour d'Amiens, de Doullens et de Saint-Pol.

## Champ de bataille
Le 25 septembre à midi, la 10e armée française attaque en direction de Vimy, la 1re armée anglaise en direction de Loos. Les deux armées doivent déborder Lens, grand centre minier, par le nord et par le sud.

## Déroulement de la bataille

### Attaque française

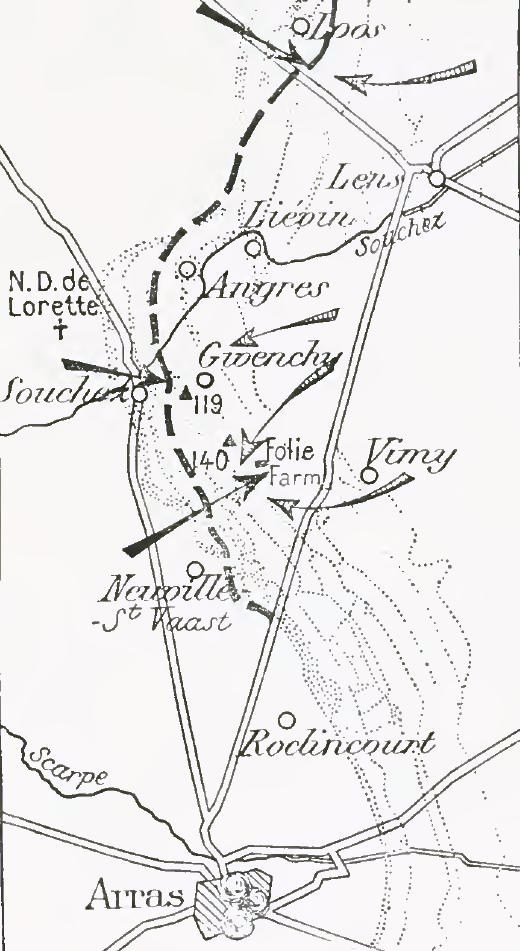

Le 25 au soir, la gauche du 33e corps d'armée a pris le château de Carleul et le cimetière de Souchez et le 21e Corps d'armée a atteint la route Souchez-Angres. 

Le 27, les Allemands évacuent Souchez et le 21e corps d'armée occupe une partie du bois en Hache et celui de Givenchy. 

Le 28, les 58e et 77e divisions  d'infanterie (33e CA) s'emparent des hauteurs de la crête de Vimy et la 6e division d'infanterie, de son côté arrive jusqu'à la cote 140.

Début octobre, les contre-attaques allemandes entraînent de lourdes pertes. Les Français ont enlevé la première ligne allemande sur une largeur de neuf kilomètres environ, le terrain gagné atteignant parfois en profondeur deux kilomètres. On estime que les pertes françaises s'élèvent à 48 000 hommes et celles des Allemands à 30 000.

### Attaque anglaise
Dans le cadre de cette grande offensive, la 1re armée du général sir Douglas Haig lance une attaque entre Lens et le canal de la Bassée (c'est le début de la bataille de Loos). Les Britanniques, à court de munitions d'artillerie, utilisent les gaz pour la première fois dans la guerre. Cependant, des vents contraires renvoient une partie des gaz sur les lignes britanniques, et le terrain, des villages fortifiés et des terrils, rend la progression difficile. Le troisième jour, ils avancent de plus de 3 500 m et les troupes d'assaut s'emparent partiellement de la redoute de Hohenzollern (de), du village de Loos, et de la colline 70. La deuxième ligne allemande résiste cependant. Les Français venus apporter du renfort aux Britanniques avancent lentement et leur attaque le matin du 26 septembre est contrée. Les contre-attaques allemandes permettent de reprendre la redoute de Hohenzollern. Les combats se poursuivent en octobre.

### Contre-attaque allemande
L'attaque dirigée par les Allemands contre les lignes franco-britanniques le 8 octobre, renouvelée plus mollement le 9, est une des opérations les plus sérieuses et les plus largement conçues qu'ils aient menées depuis longtemps dans la région. Le maréchal French indique dans son rapport que les troupes françaises occupent depuis quelque temps, sur sa demande, le secteur compris entre l'ancienne gauche de la ligne française, au Sud, et Loos, incluse, au Nord. L'attaque du 8 octobre a pour objet de réoccuper les conquêtes récentes de l'armée britannique, depuis la redoute Hohenzollern jusqu'à Loos comprise. Des interrogatoires de prisonniers ont même permis d'apprendre que si l'objectif immédiat de l'attaque ne consiste que dans cette reprise du terrain, tout est préparé, matériel et personnel, et amené à pied-d'œuvre pour exploiter à fond le succès escompté, prendre en flanc et mettre ainsi en péril les récentes conquêtes françaises de mai et de septembre. 
Cette attaque, qui diffère un peu des précédentes, présente quelques caractéristiques intéressantes. Un bombardement assez violent, intermittent, mais sans arrêts de longue durée, est opéré par les Allemands pendant plusieurs jours. Ce bombardement est dirigé sur les premières lignes alliées — soutiens compris — d'une part, et d'autre part sur les cantonnements de repos (ce dernier procédant par rafales, destiné à produire un effet brutal de surprise terrifiante). 
Le 8 octobre, après une matinée relativement calme, un tir extrêmement violent et rapide de tous les calibres est déclenché sur les lignes françaises, à midi. Ce tir comprend des obus d'un calibre inusité : 380 et 305. Les effets de ces obus, ainsi que de très nombreux projectiles de 210 et de 150 qui arrivent sur les lignes françaises, sont très au-dessous de ce que l'assaillant peut en espérer comme destruction de vies humaines. 
Vers 3 h 30 de l'après-midi, le tir devient d'une intensité extraordinaire. C'est bien le « trommelfeuer », le feu tambourinant, suivant le surnom que lui ont donné les Allemands. Pendant ce temps, la deuxième ligne alliée et les villages les plus rapprochés sont soumis à un déluge d'obus suffocants, destinés à empêcher le tir de l'artillerie et l'arrivée des renforts. Ce barrage est si sérieux que l'odeur persiste trente-six heures après le bombardement.
À 4 h 10, la première vague allemande couronne les tranchées de départ construites en avant de leurs lignes pendant les nuits précédentes. La fusillade éclate aussitôt dans les tranchées françaises et britanniques, mais aussi hâtive et nerveuse que nourrie. Pendant que les officiers calment ce premier énervement, font ajuster le tir et régulariser la densité d'occupation des tranchées, la deuxième vague d'assaut suit la première à 150 mètres; la troisième ne tarde pas à paraître. Ces trois vagues sont constituées par des hommes placés coude à coude. La première vague, disloquée et fauchée par les feux d'infanterie et de mitrailleuses, se confond rapidement avec la deuxième. D'importants éléments de cette dernière parviennent, grâce à des ondulations de terrain et à de hautes luzernes, jusqu'au contact presque immédiat de la ligne alliée en certains points. Le combat se poursuit à la grenade. Un poste d'écoute est même submergé par les assaillants, mais un seul obus de 75, tombant dans ce poste, tue tous les Allemands qui y avaient pénétré. La troisième vague ne peut pas s'approcher des tranchées, le barrage foudroyant de l'artillerie française l'ayant immobilisée puis détruite. Peu de temps après l'apparition de la troisième vague, se montrent les réserves, ou plutôt le deuxième échelon, en colonnes denses. Ces colonnes, accueillies par le feu qui les atteint par-dessus les premières vagues — toutes les balles trop longues sont pour elles —, hésitent, oscillent et finalement se mettent à l'abri dans quelques bâtiments isolés, dont les murs de briques suffisent à arrêter les balles.
Le commandant d'une des compagnies françaises de première ligne, dont le téléphone a été détruit au début de l'action, peut le faire réparer à temps et prévenir l'artillerie que des masses très compactes se pressent dans la zone de sécurité relative ainsi constituée. Une rafale formidable d'obus moyens et gros s'abat bientôt sur ces bâtiments, où des centaines de fantassins allemands sont écrasés. Les débris des unités qui y avaient cherché refuge se sauvent en désordre sur la route de Lens à la Bassée, poursuivis par les shrapnells. L'attaque est enrayée, elle va bientôt se terminer complètement. Elle a duré presque une heure entière, durée extrêmement longue pour la partie violente d'une action aussi meurtrière : devant le front d'une seule compagnie et dans une zone voisine de la tranchée, 300 cadavres sont comptés dans la nuit qui suit. Or, les victimes de l'artillerie, bien plus nombreuses, sont impossibles à dénombrer, étant situées au voisinage de la tranchée allemande. Les blessés affluent à Lens et dans toute la région, au dire des prisonniers. Deux régiments saxons qui attaquaient sur le front des deux compagnies accrochées aux pentes de la cote 70, à l'Est de Loos, ont perdu presque tous leurs officiers. L'un d'entre eux, le 10G0 R.I.R.[Quoi ?], n'a plus que six ou sept officiers lorsqu'il quitte le secteur.
À l'issue de cette attaque — car la faible et désespérée tentative allemande qui se produit le lendemain matin, à 8 h 10, ne saurait se comparer au gros et sanglant effort du 8 —, il est intéressant de relever quelques remarques faites par les officiers français de première ligne. Les hommes de la première vague allemande portaient pour armement, outre les habituelles musettes à grenades et les bombes munies d'un long manche de bois fixé à la ceinture, une masse d'armes, formée d'un lourd cylindre d'acier terminé par une pointe et emmanché sur un manche de bois dur, que retenait au poignet une dragonne. Les hommes de la deuxième vague, destinés à occuper les tranchées conquises, avaient l'équipement complet, sans sac. Ceux de la troisième vague et les suivants, destinés à pousser de l'avant, avaient l'équipement complet de campagne. Aucun ne portait le casque. Les casques étaient emmagasinés à Lens.
Les hommes d'assaut se sont avancés avec un grand courage et un esprit de sacrifice évident. Néanmoins, plusieurs détails décèlent un affaiblissement de l'esprit agressif qui est resté, durant de longs mois, une des caractéristiques du soldat allemand : les officiers qui, normalement, dans l'ordre de bataille allemand, se placent derrière la ligne d'assaut pour surveiller la marche et pousser les hésitants, ont dû, pour susciter un élan devenu moins irrésistible, se porter en avant, se dresser au-dessus des hommes couchés entre deux bonds, agiter leur sabre nu ; ils ont presque tous payé de leur vie cet héroïsme, rendu nécessaire par les défaillances de la troupe. La troupe d'assaut ignorait complètement le terrain. Pour éviter la démoralisation que produit une réflexion trop prolongée, les hommes ont été tenus, jusqu'à la veille au soir du jour fixé, dans l'ignorance absolue de l'attaque et du terrain, dont la connaissance leur eût assurément enlevé la confiance. Les officiers leur ont annoncé que l'artillerie était peu nombreuse. Enfin, un signe certain de l'affaiblissement des effectifs a été relevé : les divisions qui ont donné l'assaut dont il est question avaient attaqué, avec de grandes pertes, très peu de jours avant, devant Souchez et Lorette.
L'attaque, d'autre part, est renouvelée le lendemain matin, après qu'une nuit de veille et d'attente énervante aura diminué la valeur des troupes de défense. Cette attaque, dépourvue d'éléments frais en nombre suffisant, n'est qu'esquissée, et son seul résultat est d'amener de nouvelles pertes, même dans la tranchée de départ, où se massent des formations qui sont gravement atteintes, sans même sortir, par le tir de l'artillerie française. Le mouvement offensif est terminé. Son échec est complet. Les troupes de défense alliées ont déjà de fortes raisons d'estimer très lourdes les pertes qu'elles ont causées à l'assaillant, lorsqu'un document allemand, trouvé sur un officier tué quelques jours après, dépasse toutes les espérances. Les troupes allemandes qui ont exécuté les attaques du 8 et du 9 octobre ont perdu, outre la presque totalité des officiers, 80 % de leur effectif.

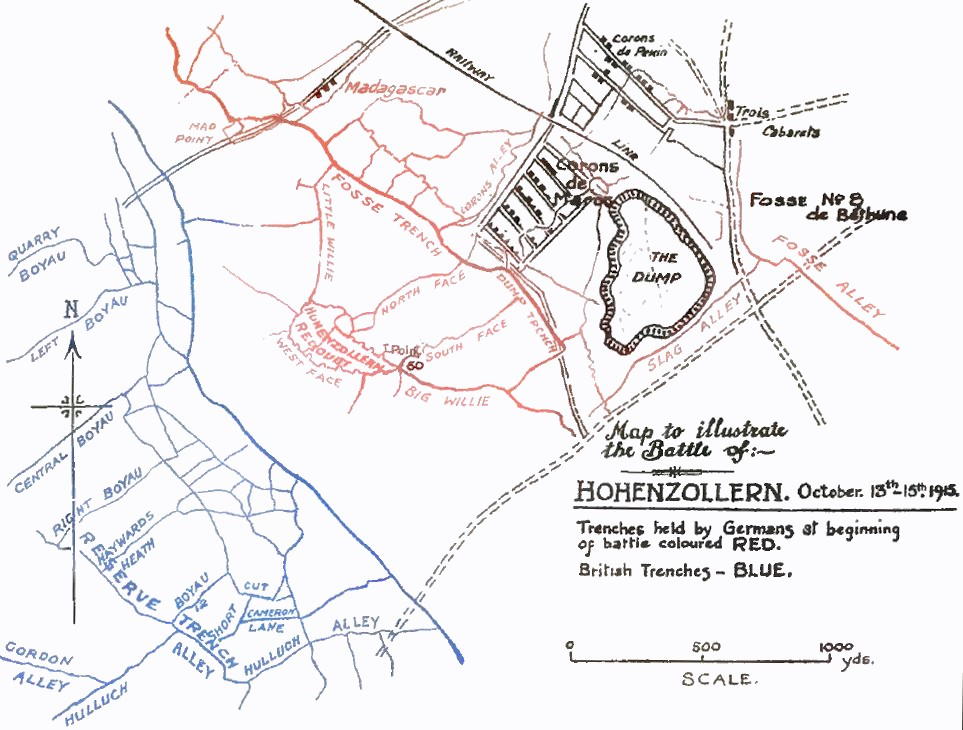

Du 13 au 14 octobre, la 46e division britannique s'empare d'une partie de la redoute de Hohenzollern tenue par les Allemands à la fin de la bataille de Loos, et repousse les contre-attaques allemandes. Les pertes britanniques s'élèvent à 62 000 hommes, tandis que les pertes allemandes comptent environ 26 000 tués, blessés ou prisonniers. Le commandant du corps expéditionnaire britannique, le maréchal sir John French est accusé d'avoir fait mauvais usage de ses réserves pendant les combats et les réclamations pour le remplacer se multiplient

## Bilan
« Une des causes principales de l'échec de ces offensives de septembre [Champagne et Artois] fut qu'on n'avait pu réaliser la « surprise stratégique ». Les travaux d'approche effectués pendant plusieurs semaines à l'avance avaient donné aux Allemands l'éveil et leur avaient permis de ramener des renforts de Russie et de préparer sérieusement leur 2e position.

Ces offensives ne furent cependant pas inutiles en ce sens qu'elles permirent aux Russes de reprendre haleine. Elles n'empêchèrent pas néanmoins la Bulgarie de se ranger sous les drapeaux de nos adversaires le 5 octobre. »

— Philippe Pétain.

## Décoration
- ARTOIS 1914-1915, ARTOIS 1915 sont inscrits sur le drapeau des régiments cités lors de cette bataille.